# Testiranje upotrebljivosti
Upotrebljivost je termin koji označava koliko lako se mogu koristiti stvari koje koje su napravljene. Te stvari mogu da budu računarske aplikacije, automobili, alati, razni procesi, u stvari sve u čemu ima interakcije između čoveka i nekog objekta. Upotrebljivost je bitna osobina objekata koje koristimo, a omogućava nam da ih lakše koristimo a samim tim da nam i produktivnost i osećaj zadovoljstva bude veći. Da bi proizvod imao veću upotrebljivist potrebno je primeniti metode koje mogu izmeri upotrebljivost, kao što je en:Needs analysis i proučiti principe koje nam daju osećaj efikasnosti i elegancije proizvoda.

Ako se fokusiramo na interakciju čoveka i računara (en:human-computer interaction) i računarske nauke (en:computer science), upotrebljivost se fokusira na eleganciju i jednostavnost sa kojom je interakcija sa aplikacijom ili web stranicom kreirana.
Primarni pojam Upotrebljivosti je da je proizvod dizajniran sa aspekta psihologije i fiziologije korisnika. Treba da zadovoljiti sledeće:
- Efikasan za korišćenje, znači korisniku će trebati manje vremena za određeni posao.
- Lakši za učenje, operacije mogu da se nauče samo na osnovu posmatranja objekta.
- Veće zadovoljstvo u radu

ISO definiše upotrebljivost kao "Stepen u kome proizvod može da se koristi od strane korisnika a da bi se postigli određeni rezultati sa efektivnošću, efikasnošću i zadovoljstva u određenom kontekstu upotrebe".

## Testiranje upotrebljivosti
Testiranje upotrebljivosti je praksa koja može da nam pokaže kako pravi korisnici koriste sistem. Ona se fokusira na merenje koliko određeni proizvod može da zadovolji određene namene. Testiranje upotrebljivosti je posmatranje u kontrolisanim uslovima kao dobro korisnici mogu da koriste proizvod. Korisnik se prepušta da samostalno koristi proizvod i tokom tog procesa posmatraju se njegove reakcije i način na koji koristi proizvod.

## Metode testiranja
Da bi se realizovalo testiranje potrebno je pripremiti detaljan scenario što sličniji realnom slučaju po kome će korisnici raditi. Posmatrači će biti prisutni i pratiti reakcije korisnika tokom korišćenja prizvoda. Nekoliko instrumenata za testiranje se može koristiti, kao uputstva za testiranje i papirni prototipovi. Takođe se mogu koristiti i upitnici koje će korisnici popunjavati pre i posle testiranja koji se koriste da bi dobili povratne informacije od korisnika o proizvodu. Tehnike koje se koriste tokom testa uključuju en:think aloud protocol, Co-discovery Learning i en:Eye tracking.

### Hallway
Hallway testiranje je uobičajeni metod. Umesto da se koristi grupa obučenih ljudi za testiranje samo 5 do 6 nasumično izabranih ljudi se koristi za test. Otuda i naziv metode Hallway (hodnik). Ovaj metod je efikasan u ranim stadijumima gde neki problemi mogu da budu toliko veliki da obični korisnici ne mogu da ih prevaziđu. U ovoj fazi testiranje od strane dizajnera, razvojnih inženjera ili ljudi uključenih u projekat nije prihvatljivo zato što su oni već upoznati sa rešenjima.

### Daljinsko
Situacija u kojima su korisnici u udaljenim lokacijama i drugim vremenskim zonama zahteva korišćenje određenih alata da bi se testiranje realizovalo. Razlikujemo sinhrono i asinhrono testiranje. Kod sinhronog testiranja koriste se video konferencije i alati poput WebEx i Go-to-meeting. Tester i posmatrač su u komunikaciji dok se testiranje odvija.
Kod asinhronog testiranja se koriste alati koji snimaju svaki korisnikov klik, pomeraj mišem, i vreme potrebno za svaku akciju. Ovakva način testiranja dozvoljava da se dobijene informacije segmentiraju po demografski, psihološkim ili kulturološkim ponašanjima.

### Pregled stručnjaka(Expert review)
Kao [to i samo ime govori u ovom testiranju se koristi korisnik koji je stručan u oblasti kojoj pripada proizvod a takođe je poželjno da je i obučen za testiranje upotrebljivosti. Heuristicka procena je procena interfejsa od strane stručnjaka. Procenjivači mere upotrebljivost, efikasnost i efektivnost zasnovanu na 10 pravila originalno definisanih od Jakob Nielsen 1994. godine.

### Automatski pregled stručnjaka(Automated expert review)
Sličan je prethodnoj metodi ali se umesto osobe koriste aplikacije namenjene za testiranje. Ovakvi testovi nisu detaljni kao oni koje rade ljudi ali se brzo zavrse i imaju konsistentne rezultate.

### AB testiranje
Koristi se kao eksperimentalni pristup u razvoju web aplikacija i marketingu. Princip je da se koristi jedan dizajn a zatim se on poredi sa drugom verzijom na kojoj su urađene određene promene da bi se poboljšali određeni segmenti.

### Koliko ljudi treba da testira?
Tokom ranih 60tih, Jakob Nielsen (en:Jakob Nielsen), istrazivač u en:Sun Microsystems je populariyovao koncept korišćenja više malih testova, uobičajeno sa pet testera, u različitim fazama razvojnog procesa. Njegov argument je bio da ukoliko se primeti da su dve ili tri osobe potpuno zbunjene sa prvom stranicom, malo se dobija gledajuci više ljudi kako se pati kroz isti pogrešan dizajn. Nielsen je kasnije objavio svoje istraživanje i smislio termin en:heuristic evaluation.Tvrdnju "Pet korisnika dovoljno" je kasnije opisao i kroz matematički model koji prikazuje proporciju neotkrivenih problema U
{\displaystyle U=1-(1-p)^{n}}
gde je p verovatnoća da jedan tester uoči problem a n je broj predmeta - sesija. Ovaj grafikon prikazuje broj postojećih problema.

## Dodatne informacije
- en:ISO 9241
- en:Software testing
- en:Educational technology
- en:Universal usability
- en:Commercial eye tracking
- en:Don't Make Me Think
- en:Software performance testing
- System Usability Scale (SUS)
- en:Test method
- Tree testing
- en:RITE Method
- en:Component-Based Usability Testing
- en:Crowdsource testing
- en:Usability goals
- en:Heuristic evaluation
- Diary studies

## Spoljašnje veze
- Usability.gov
- usabilityfirst.com
- Usability testing MSDN

## Literatura
- A Practical Guide to Usability Testing by Joe Dumas & Ginny. Redish (1993)
- Handbook of Usability Testing by Jeffrey Rubin (1994)
- Usability Engineering by Jakob Nielsen (1993)
- Cost Justifying Usability by Randolph Bias & Deborah Mayhew (1994)
- The Psychology of Human Computer Interaction Stuart Card, Thomas Moran & Allen Newell (1983)